# آنخل مرینو
آنخل مرینو (انگلیسی: Ángel Merino؛ زادهٔ ۲ اکتبر ۱۹۶۶) بازیکن فوتبال اهل اسپانیا است.
از باشگاه‌هایی که در آن بازی کرده‌است می‌توان به باشگاه فوتبال سلتاویگو اشاره کرد.